# Myoxanthus sotoanus
Myoxanthus sotoanus är en orkidéart som beskrevs av Pupulin, Bogarín och Mel.Fernández. Myoxanthus sotoanus ingår i släktet Myoxanthus och familjen orkidéer. Inga underarter finns listade i Catalogue of Life.